# RepRap

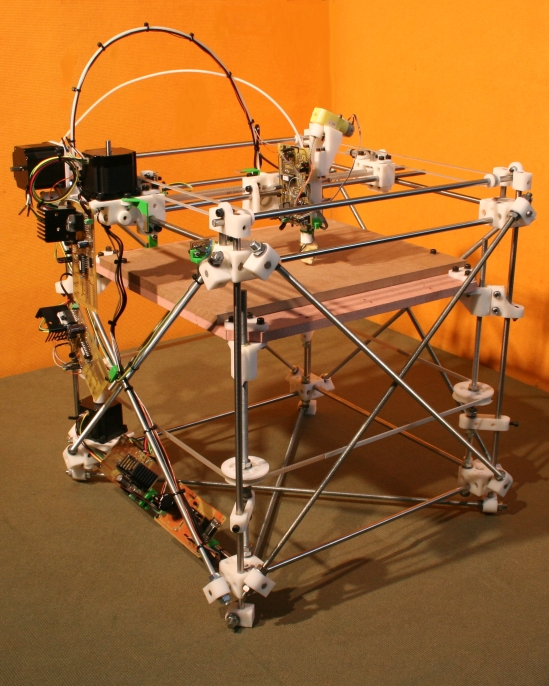
RepRap version 1.0 (Darwin)

RepRap (англ. Replicating Rapid Prototyper) — проєкт з відкритим вихідним кодом, спрямований на створення 3D-копіювального пристрою, який може бути використаний для швидкого прототипування і виробництва. Пристрій RepRap являє собою 3D-принтер, здатний створювати об'ємні артефакти на основі моделей, згенерованих комп'ютером. Однією з цілей проєкту є «самокопіювання», тобто здатність апарату відтворювати компоненти, необхідні для створення іншої версії своєї конструкції. Апарат являє собою розробку з загальнодоступними напрацюваннями.

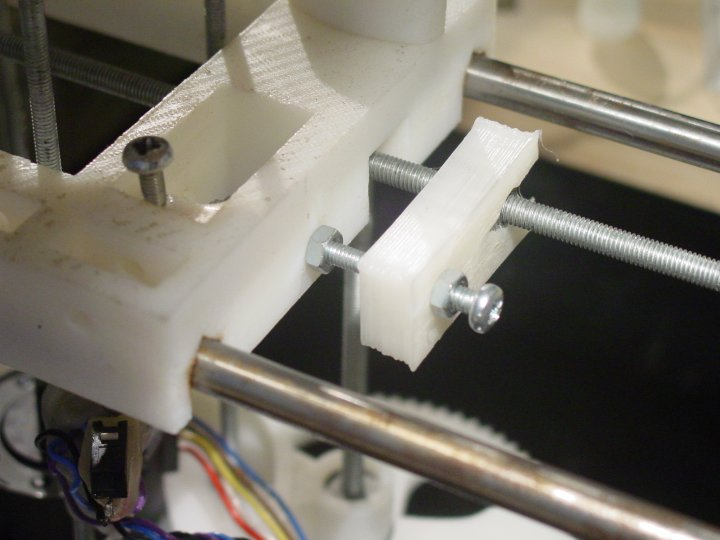
Частина RepRap, виготовлена на RepRap

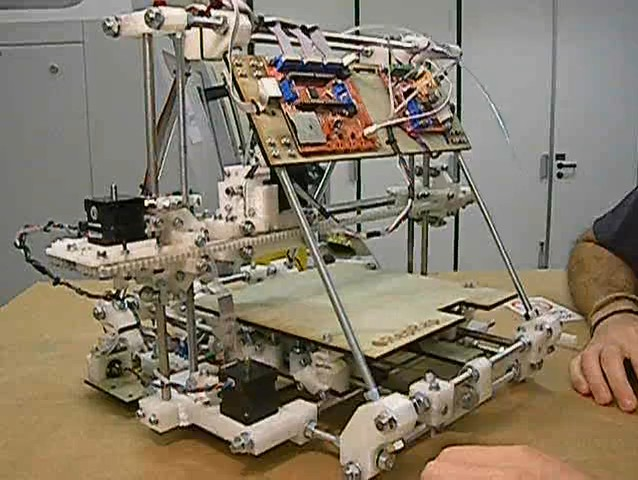
RepRap version 2.0 (Mendel)

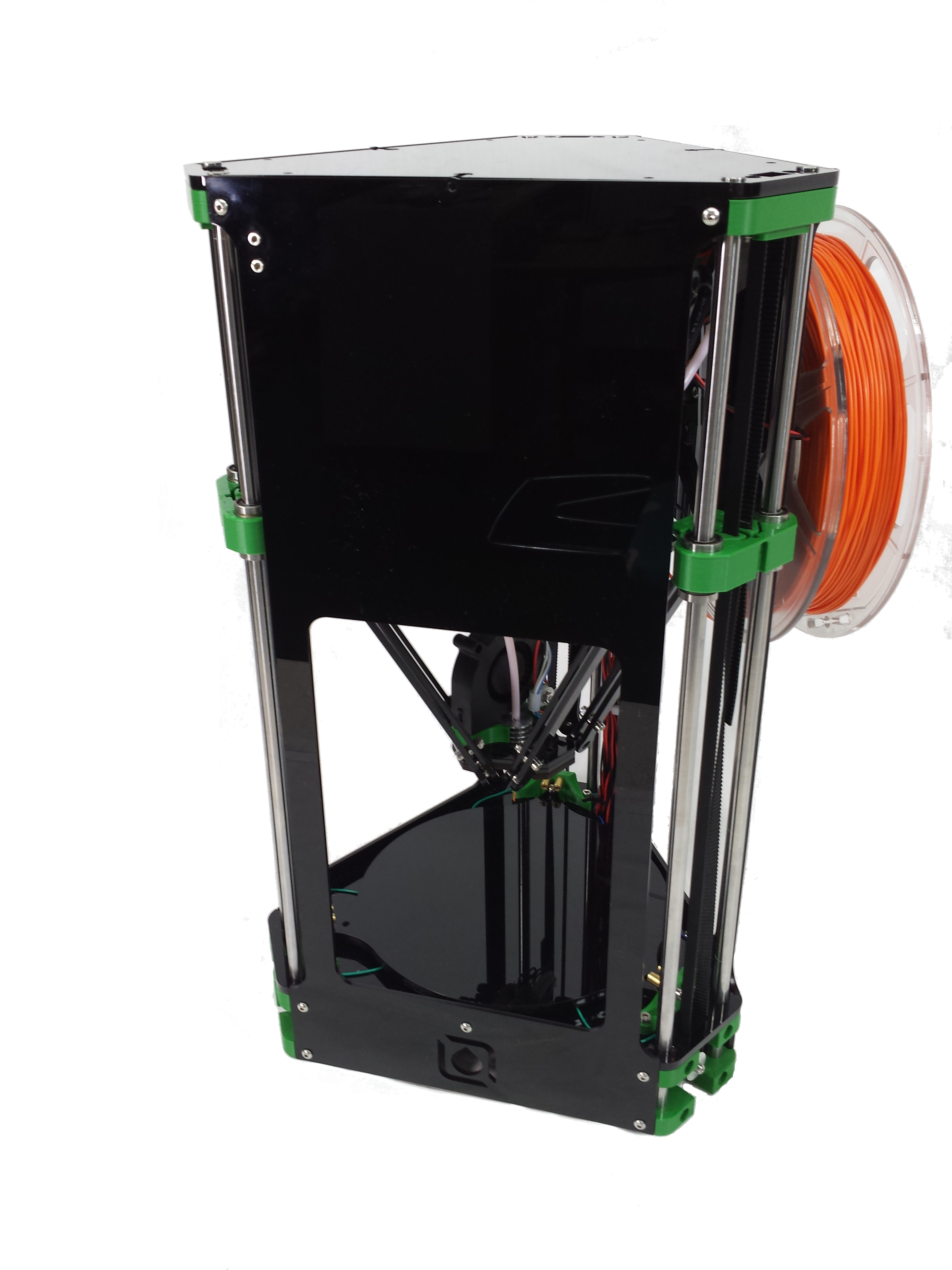
RepRap Fisher

Проєкт використовує технологію, яку називає FFF (англ. Fused Filament Fabrication), щоб уникнути проблем з торговим знаком навколо терміна «fused deposition modeling».
Завдяки здатності апарату до самовідтворення автори вважають за можливе дешево розподіляти апарати між людьми та спільнотами, дозволяючи їм створювати (чи скачувати з Інтернету) складні продукти і артефакти без необхідності створення дорогої виробничої інфраструктури. Подальший розвиток, на думку авторів, буде носити еволюційний характер укупі з можливістю експоненціально збільшувати число виготовлених пристроїв. Планується, що проєкт стане однією з «проривних технологій» нарівні з персональним комп'ютером і інтегральними мікросхемами.

## Типи можливих інструментів
В майбутньому планується використовувати ряд наконечників, окрім уже використовуваного екструдера пластику. Це дозволить працювати з широким спектром матеріалів і в подальшому підвищить здатність пристрою до самокопіювання. Так, більшість інструментів націлені на автоматизацію створення друкованих плат, що керують пристроєм:
- екструдер матеріалу-наповнювача (створення артефактів складної структури);
- наконечник для малювання (створення масок для друкованих плат);
- бормашинка (поєднання аддитивного та субстрактного моделювання);
- лазер (маркування, робота з тугоплавкими металами);
- механізовані шприци (паяльна паста, метал Філдса, віск і т.д.);
- паяльник;
- маніпулятор (розміщення деталей на платі).